# Andriej Krawczenko
Andriej Grigorjewicz Krawczenko (ukr. Андрій Григорович Кравченко, ros. Андрей Григорьевич Кравченко, ur. 18 listopada?/30 listopada 1899 we wsi Sułymiwka, zm. 18 października 1963 w Moskwie) – radziecki generał, dwukrotny Bohater Związku Radzieckiego, Ukrainiec.

## Życiorys
Urodził się we wsi Sułymiwka w guberni kijowskiej (dzisiejszy obwód kijowski, rejon jagodziński) w rodzinie chłopskiej.
W 1918 roku wstąpił do Armii Czerwonej, brał udział w wojnie domowej, w walce z armią Petlury i w wojnie z Polską. W 1923 roku ukończył Połtawską Szkołę Piechoty i został dowódcą pododdziału piechoty. W 1928 roku ukończył Akademię Wojskową im. M. Frunzego i został szefem sztabu pułku piechoty. W 1930 roku został wykładowcą taktyki kursu doskonalącego Leningradzkiej Szkoły Wojsk Pancernych, a od 1935 roku wykładał w Saratowskiej Szkole Wojsk Pancernych.
W maju 1939 roku został szefem sztabu 61 Dywizji Strzeleckiej, a następnie 173 Dywizji Strzeleckiej (zmotoryzowanej). Będąc szefem sztabu 173 Dywizji Strzeleckiej wziął udział w wojnie zimowej. W okresie od czerwca 1940 roku do lutego 1941 roku był szefem sztabu 16 Dywizji Pancernej.
W marcu 1941 roku został szefem sztabu 18 Korpusu Zmechanizowanego i był nim w momencie rozpoczęcia ataku na ZSRR. We wrześniu 1941 roku został dowódcą 31 Samodzielnej Brygady Pancernej, dowodził nią w czasie bitwy pod Moskwą. W styczniu 1942 roku został szefem wojsk pancernych 61 Armii i funkcję tę pełnił do marca 1942 roku. Następnie był szefem sztabu 1 Korpusu Pancernego, a od lipca dowódcą 2 Korpusu Pancernego i od września 4 Korpusu Pancernego, tym ostatnim korpusem dowodził do stycznia 1944 roku. W tym czasie brał udział w bitwie pod Stalingradem, bitwie na łuku kurskim, bitwie o Dniepr i w wyzwoleniu prawobrzeżnej Ukrainy. W dniu 10 stycznia 1944 roku został wyróżniony tytułem Bohatera Związku Radzieckiego.
W dniu 21 stycznia 1944 roku został dowódcą nowo utworzonej 6 Armii Pancernej. Dowodził tą armią w czasie walk na terenie Rumunii, Węgier, Austrii i Czechosłowacji.
W lipcu 1945 roku dowodzona przez niego armia pancerna została przerzucona na Daleki Wschód i wzięła udział w operacji mandżurskiej Armii Czerwonej. W dniu 8 września 1945 roku został po raz drugi wyróżniony tytułem Bohatera Związku Radzieckiego za wzorowe dowodzenie, męstwo i bohaterstwo w czasie walk z wojskami japońskimi w Mandżurii. Tą armią dowodził do czerwca 1947 roku.
Następnie był dowódcą wojsk pancernych Zabajkalskiego Okręgu Wojskowego i Nadbałtyckiego Okręgu Wojskowego oraz pomocnikiem dowódcy Dalekowschodniego Okręgu Wojskowego ds. wojsk pancernych. W październiku 1955 roku przeniesiony do rezerwy.
Po przeniesieniu do rezerwy mieszkał w Moskwie, gdzie zmarł. Pochowany został na cmentarzu Nowodziewiczym.

## Ordery i odznaczenia
- Medal Złota Gwiazda Bohatera Związku Radzieckiego (dwukrotnie) (10 stycznia 1944[3], 8 września 1945)
- Order Lenina (dwukrotnie)
- Order Czerwonego Sztandaru (trzykrotnie)
- Order Suworowa I stopnia (dwukrotnie)
- Order Bohdana Chmielnickiego I stopnia
- Order Suworowa II stopnia
- Order Kutuzowa II stopnia